# 女青年工作大隊
國防部女青年工作大隊，簡稱女青年工作大隊或女青年隊，為中華民國國軍的政治作戰下轄單位，隸屬國防部總政治作戰部（今國防部政治作戰局）政治作戰總隊，是國軍唯一一支執行面對面宣教以及輔導諮商的部隊。本隊自1949年3月8日成立，便以「白馬」為隊徽。直到2000年開始實施精實案，國防部對轄下的單位組織著手推動裁撤、併編，本隊因而於2005年7月1日正式由國防部宣布裁撤，結束56年隊史。中視曾在1990年代以女青年隊為題材背景，製作拍攝《長官好》與《軍官與淑女》二部電視劇，由於軍中愛情的戲劇在臺灣電視史甚為少見，因而獲得觀眾目光而熱烈迴響。

## 歷史
1949年3月8日，中華民國陸軍總司令孫立人於中國大陸各地招募女青年300餘人分批來臺，成立「女青年訓練大隊」於臺灣屏東阿猴寮營區（今屏東機場內），隸屬陸軍訓練司令部。
1950年10月，女青年訓練大隊組訓完成，改隸國防部總政治作戰部，分編六隊，派赴臺灣本島及外島各地，進行軍中教學、康樂輔導、文化藝術、娛樂勞軍表演、美術設計、心理諮商輔導、醫療護理與婦女組訓等工作。1950年12月，女青年訓練大隊奉命更名為「國防部女青年工作一～六隊」。
1956年12月，國防部女青年工作一～六隊改編為「國防部女青年工作大隊」，增招200餘人，設大隊部於台北市大直「女青年之家」，下轄五個中隊，每中隊轄3分隊，每分隊約10至16人，屬國防部政工隊之一，其工作區域分布遍及本島及外島各地，甚至遠赴越南富國島；工作範圍包括：據點訪問、普通話教學、軍歌教唱、閩南語教學、婦女組訓、民族舞蹈表演、與士兵進行團康活動、傷患服務、心戰宣傳喊話等。
1992年7月1日，國軍政戰部隊與國防部心理作戰總隊合併，工作重心由戰地服務轉為心戰與反策反工作。
1996年7月1日，因應國軍10年兵力整建計畫，女青年工作大隊併入國防部總政治作戰部政治作戰總隊，縮編為「政治作戰總隊第三大隊」。1999年7月1日，因應精實案，政治作戰總隊第三大隊縮編為「政治作戰總隊女青年中隊」。在精進案第一階段的政策下，2005年7月1日女青年中隊正式解編，原隊員將由政治作戰總隊分配至隊上其他單位，繼續執行國軍政戰工作。

## 出身名人
曾於女青年工作大隊服務的女性人物有：
- 樂茞軍
- 王永和
- 李沛
- 呂文香
- 李獻琨
- 劉寅嶺
- 余國芳
- 王珂
- 蕭文豔

## 延伸閱讀
- 曾瓊葉、鄧克雄、曾曉雯，《巾幗英雄：女青年工作大隊口述歷史》，國防部史政編譯室編譯處2005年12月1日初版，ISBN 978-9860028300（平裝）。

## 外部連結
- 新聞特寫 國防部女青年工作大隊（页面存档备份，存于）（影片）
- 台湾女青年工作大队成军56年解散走入历史（页面存档备份，存于）（影片）
- 揭秘孙立人创建的国军“女青年工作大队”〔组图〕 (1/15)（页面存档备份，存于）